# Ахила Печерски
Ахила Печерски (Ахила ђакон; крај 13-15 (?) века) - монах Кијево-печерског манастира. Поштован као светитељ у Руској православној цркви. Помиње се 4. (17.) јануара и 28. августа (10. септембра): Сабор преподобних отаца Кијево-Печерских далеких пећина.
Позната је само кратка биографија монаха Акиле на основу натписа преписаног у 17. веку са његовог надгробног споменика. Са њега су преписани његов тропар и кондак. Према овим изворима, Ахила је био ђакон Успенског сабора Кијевско-печерског манастира. Одликовао се посебним уздржавањем у храни, једењем једне просфоре и неколико поврћа недељно.
„Тератургим“, коју је 1638. године написао јеромонах пећинске катедрале Атанасије Калнофојски, именује Ахилу међу часним оцима Далеких пећина. Локално поштовање Ахиле почело је крајем 17. века, када је пећински архимандрит Варлаам (Јасински) установио прославу Сабора преподобних отаца Блиских пећина. Опште црквено поштовање почело је након дозволе Светог синода у другој половини 18. века да се имена једног броја кијевских светаца унесу у опште Црквени календар.
На иконама је монах Ахила приказан у ђаконским одеждама (стихарије, орарион укрштен везом, камилавка), таласасте косе која му пада на рамена, заобљене кратке браде, у рукама је приказана отворена књига.